# Hoplistomerus
Hoplistomerus is een vliegengeslacht uit de familie van de roofvliegen (Asilidae).

## Soorten
- H. caliginosus Wulp, 1899
- H. engeli Oldroyd, 1940
- H. erythropus Bezzi, 1915
- H. garambensis Oldroyd, 1970
- H. miniatus Oldroyd, 1940
- H. nobilis Loew, 1858
- H. oldroydi Londt, 2007
- H. pegos Londt, 2007
- H. quintillus Oldroyd, 1940
- H. serripes (Fabricius, 1805)
- H. zelimina Speiser, 1910